# Монастырь Матерь Церкви
Монасты́рь Ма́терь Це́ркви (лат. Mater Ecclesiae) — бывший женский монастырь внутри государства-города Ватикана. Служил резиденцией папы на покое Бенедикта XVI до его кончины.

## История
Монастырь, названный в честь католического титула Девы Марии, расположен на Ватиканском холме внутри Ватиканских садов и возле фонтана Аквилоне. Здание было построено в период между 1992 и 1994 годами на месте административного здания полиции Ватикана. Постройки монастыря включены в Леонинскую стену. Здание разделено на две части: западную часовню (два этажа в форме прямоугольника) и восточные общинные комнаты и монашеские кельи (прямоугольной формы, и на стороне фонтана Аквилоне, в четыре этажа). Рядом с монастырём находится сад и огород.
Монастырь Mater Ecclesiae был основан папой римским Иоанном Павлом II, для того чтобы иметь группу монахинь внутри Ватикана, которые молятся за папу и церковь. Эта задача вначале входила в обязанности монахинь ордена Святой Клары. Однако такое назначение изменялось каждые пять лет, переходя к монахиням другого религиозного ордена. С началом ремонтных работ в ноябре 2012 года, последние монахини покинули монастырь.

## Монахини, бывшие в монастыре Матери Церкви
Монахини религиозных орденов, проживавшие в монастыре:
- Орден Святой Клары (1994—1999);
- Орден босых кармелиток (1999—2004);
- Бенедиктинские монахини (2004—2009);
- Визитантки (2009—2012).

## Резиденция папы на покое
27 февраля 2013 года было объявлено, что монастырь будет служить резиденцией папы Бенедикта XVI после его отставки и как только будет проведена реставрация и модернизация, и будут закончены строительные работы.
Папа римский на покое Бенедикт XVI переехал в монастырь 2 мая 2013 года. Вместе с папой здесь проживали личный секретарь бывшего понтифика Георг Геншвайн и четыре человека, которые помогали по бытовым делам. Папа на покое всё время проводил в монастыре и оставлял свою резиденцию только по просьбе папы Франциска. 31 декабря 2022 года Бенедикт XVI умер в монастыре.